# Polle (Basse-Saxe)
Pour les articles homonymes, voir Polle.
Polle est une commune allemande (Flecken) de l'arrondissement de Holzminden, Land de Basse-Saxe.

## Géographie
La commune se situe dans le Weserbergland, au bord du Weser.
| Lügde  | Vahlbruch | Brevörde |
| Lügde  | Polle     | Bevern   |
| Höxter | Heinsen   | Heinsen  |

La Bundesstraße 83, qui longe la rivière, passe par Polle entre Holzminden et Bodenwerder, la Landesstraße 427 mène à Schieder-Schwalenberg et la Landesstraße 426 à Bad Pyrmont.
À l'est du château, un bac permet la traversée du Weser entre Polle et Bevern depuis 1905.

## Histoire
La première mention écrite de Polle date de 1285. Le nom du village vient certainement de sa position dans une boucle du Weser, "Poll" a le sens de tête ou de pointe. Le château-fort de Polle (de) en fait un grand domaine. En 1407, il appartient aux frères Henri et Bernard de Brunswick. Par la suite, il revient aux comtes d'Everstein puis à la maison de Brunswick. Le titre de propriété est établi en 1409. Polle fait partie de la principauté de Calenberg dans l'héritage des Welf en 1495 entre Henri Ier de Brunswick-Wolfenbüttel et Éric Ier de Brunswick-Calenberg-Göttingen.
Pendant la guerre de Trente Ans, en 1623, Tilly assiège le château et détruit le village à son pied. En 1649, un moulin à papier est créé. Au moment de la guerre de Sept Ans, en 1757, Polle est pillé par les troupes françaises après la bataille de Hastenbeck.
Lors de la Seconde Guerre mondiale, Polle fait l'objet d'une forte bataille. C'est une position défensive du général Paul Goerbig. Environ 1 000 soldats (deux compagnies de Waffen-SS, quatre compagnies de la Wehrmacht) et trois Panzerkampfwagen VI Königstiger maintiennent des positions. Le 6 avril 1945, les habitants fuient dans les bois environnants. Le lendemain, les troupes américaines de la 331e Infantry Regimental Combat Team de la 83e division d'infanterie attaquent en arrivant de Brevörde, mais sont arrêtés et subissent de lourdes pertes. Les tirs incessants de l'artillerie du Köterberg (de) et du Wilmeröder Berg plus l'action d'un chasseur-bombardier poussent les Allemands à l'abandon. Les ailes nord et ouest du château sont pris et détruits, trente-trois maisons à l'intérieur brûlent. Un Tigre est abandonné, faute de munitions et de carburant. Les Américains perdent dans deux tirs de Panzerfaust deux chars M4 Sherman. Polle est repris maison par maison. Les Allemands se retirent en traversant le Weser et détruisent le bac. Durant la bataille de Polle, 14 soldats allemands, 68 soldats américains et des civils sont morts.

## Monuments
Le château-fort

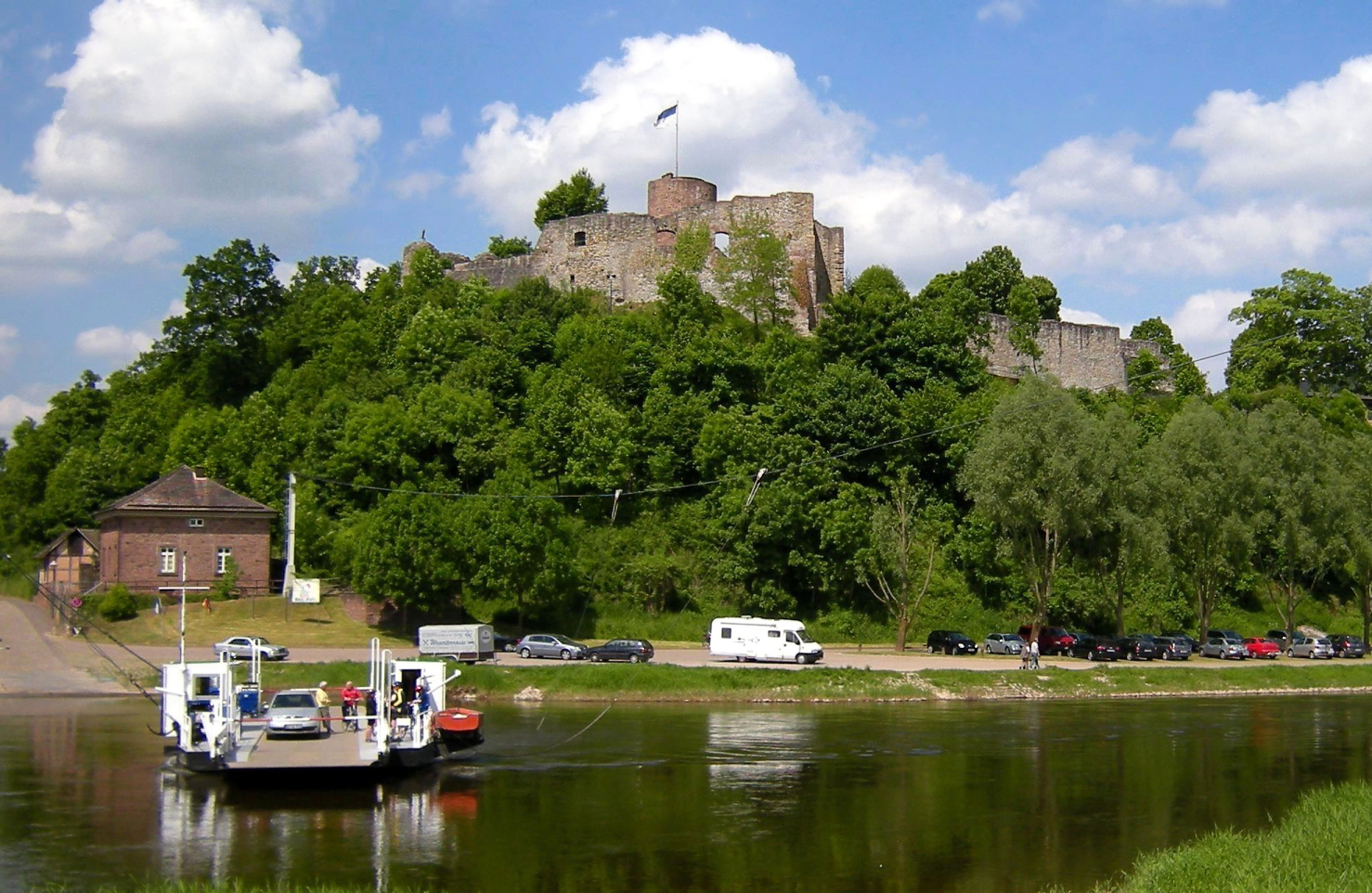
Le château et le ferry

Les ruines du château de Polle se trouvent sur une colline de 25 m en hauteur par rapport à la commune et dominent la boucle du Weser. Au moment de la guerre de Trente Ans, il est détruit par les troupes suédoises en 1641 et laissé en ruines. Aujourd'hui, il est ouvert à la visite. Plusieurs fois par an des manifestations culturelles ont lieu dans la cour.
Autres monuments
- L'église Saint-Georges datant de 1699
- L'église Saint-Joseph datant de 1958

## Culture

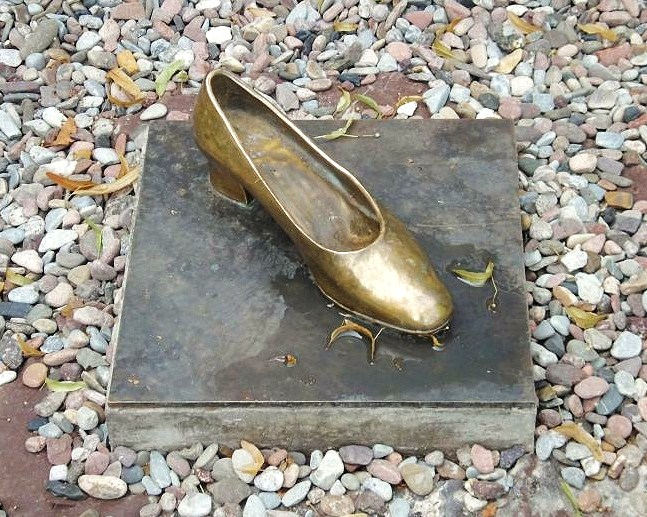
La chaussure de Cendrillon dans le château

Polle fait partie de la Route allemande des contes de fées (de) et est considéré comme le "village natal" de Cendrillon qu'une troupe théâtrale fait revivre dans le château. Une ou deux fois par an, on fait la reconstitution historique du mariage du baron de Münchhausen avec Bernhardine von Brunn, originaire de Polle. Ces projets sont financés par l'Union européenne dans le cadre de la Route allemande des contes de fées.
Par ailleurs, Polle est connue dans la région pour son marché de la courge.
En 1991, le tournage de scènes du téléfilm Der große Bellheim a lieu dans le château.

## Source, notes et références
- (de) Cet article est partiellement ou en totalité issu de l’article de Wikipédia en allemand intitulé « Polle » (voir la liste des auteurs).